# 戈登 (英國國會選區)
戈登（英語：Gordon），英國國會蘇格蘭一郡選區，包括阿伯丁郡中部。選區始創於1983年。
本區當區議員自創設以來為自民黨的馬爾柯姆·布魯斯，2010年大選中他以36.0%選票六度連任。